# SBS 연예대상
SBS 연예대상은 스튜디오 프리즘에서 주최하는 예능, 오락, 코미디 시상식 행사로, 2007년 처음 신설되어 열리고 있다. 하지만 2006년 12월 31일에 송년 특집으로 열린 SBS 코미디대상에서 코미디 부분만 한정하여 시상하였다. 이를 토대로 2007년 12월 28일 제1회를 시작으로 개최되고 있다. 2014년부터 2016년까지 SBS 연예대상이 SBS SAF 연예대상으로 타이틀이 바뀌어 개최되었으며, SAF는 "SBS AWARD FESTIVAL"을 뜻한다. 2017년부터 프로그램명을 다시 SBS 연예대상으로 변경하여 진행하고 있다.

## 타이틀 변천사
- 1대: SBS 코미디대상 (2006년)
- 2대: SBS 방송연예대상 (2007년)
- 3대: SBS 연예대상 (2008년 ~ 2013년)
- 4대: SAF 연예대상 (2014년 ~ 2016년)
- 5대: SBS 연예대상 (2017년 ~ 현재)

## 역대 대상 수상자

### SBS 코미디대상 (2006)
| 연도   | 수상자 | 프로그램          | 비고 |
| ------ | ------ | ----------------- | ---- |
| 2006년 | 강성범 | 웃찾사 - 형님뉴스 |      |

### SBS 방송연예대상 (2007), SBS 연예대상 (2008~2013)
| 회차 | 연도   | 수상자         | 프로그램                      | 비고      |
| ---- | ------ | -------------- | ----------------------------- | --------- |
| 1회  | 2007년 | 강호동         | 놀라운 대회 스타킹            |           |
| 2회  | 2008년 | 유재석         | 일요일이 좋다 - 패밀리가 떴다 |           |
| 3회  | 2009년 | 유재석, 이효리 | 일요일이 좋다 - 패밀리가 떴다 | 공동 수상 |
| 4회  | 2010년 | 강호동         | 놀라운 대회 스타킹, 강심장    |           |
| 5회  | 2011년 | 유재석         | 일요일이 좋다 - 런닝맨        |           |
| 6회  | 2012년 | 유재석         | 일요일이 좋다 - 런닝맨        |           |
| 7회  | 2013년 | 김병만         | 김병만의 정글의 법칙          |           |

### SBS SAF 연예대상 (2014~2016)
| 회차 | 연도   | 수상자 | 프로그램                                        | 비고      |
| ---- | ------ | ------ | ----------------------------------------------- | --------- |
| 8회  | 2014년 | 이경규 | 힐링캠프, 기쁘지 아니한가, 글로벌 붕어빵        |           |
| 9회  | 2015년 | 유재석 | 일요일이 좋다 - 런닝맨, 동상이몽, 괜찮아 괜찮아 | 공동 수상 |
| 9회  | 2015년 | 김병만 | 김병만의 정글의 법칙, 주먹쥐고 소림사           | 공동 수상 |
| 10회 | 2016년 | 신동엽 | 미운 우리 새끼, TV 동물농장                     |           |

### SBS 연예대상 (2017 ~ )
| 회차 | 연도   | 수상자                                                                          | 프로그램                                           | 비고                  |
| ---- | ------ | ------------------------------------------------------------------------------- | -------------------------------------------------- | --------------------- |
| 11회 | 2017년 | 이선미 (김건모 母), 지인숙 (박수홍 母), 이옥진 (토니 안 母), 임여순 (이상민 母) | 미운 우리 새끼                                     | '미운 우리 새끼' 패널 |
| 12회 | 2018년 | 이승기                                                                          | 집사부일체                                         |                       |
| 13회 | 2019년 | 유재석                                                                          | 런닝맨                                             |                       |
| 14회 | 2020년 | 김종국                                                                          | 런닝맨, 미운 우리 새끼 정답누설 퀴즈쇼 - 오늘 배송 |                       |
| 15회 | 2021년 | 미운 우리 새끼 팀                                                               | 미운 우리 새끼                                     | 단체 수상             |
| 16회 | 2022년 | 유재석                                                                          | 런닝맨                                             |                       |
| 17회 | 2023년 | 탁재훈                                                                          | 신발 벗고 돌싱포맨, 미운 우리 새끼                 |                       |
| 18회 | 2024년 | 유재석                                                                          | 런닝맨, 틈만나면,                                  |                       |

## 역대 부문별 수상자

### 2000년대 연예대상
| 부문          | 수상자                                                                |
| ------------- | --------------------------------------------------------------------- |
| 최우수 연기상 | 김재우 (나몰라 패밀리, 형님뉴스)                                      |
| 최우수 코너상 | (나몰라 패밀리)                                                       |
| 인기상        | 김주현 (쪼아, 우리 형), 박보드레 (맨발의 코봉이), 양세형 (비트보이즈) |
| 남자 신인상   | 최성민 (파티 타임)                                                    |
| 여자 신인상   | 정주리 (따라와, 퀸카만들기 대작전)                                    |
| 실험 정신상   | 이용진, 이진호, 남호연 (언행일치)                                     |

| 부문                       | 수상자                                              |
| -------------------------- | --------------------------------------------------- |
| 코미디 신인상              | 이동엽 이용진                                       |
| 코미디 인기상              | 김태현 김신영                                       |
| 코미디 최우수상            | 강성범                                              |
| 올해의 스타상 (코미디부문) | 장재영 정용국 김현정                                |
| 올해의 스타상 (라디오부문) | 허수경 (AM) 컬투 (FM)                               |
| 올해의 스타상 (TV부문)     | 아나운서 - 최영아 남자 MC - 이경규 여자 MC - 박소현 |
| 네티즌 인기 프로그램상     | 라인업                                              |
| 한류 프로그램상            | 일요일이 좋다 - X맨                                 |
| 우수 프로그램상            | 도전 1000곡 생방송 한밤의 TV연예                    |
| 최우수 프로그램상          | 순간포착 세상에 이런일이                            |
| 방송 작가상                | 라디오 - 조명진 TV - 김남경                         |
| 만능 엔터테이너상          | 하하                                                |
| SBS PD들이 뽑은 예능인상   | 조형기                                              |
| 특별상                     | 류시원                                              |

| 부문                              | 수상자                                                   |
| --------------------------------- | -------------------------------------------------------- |
| 신인상 코미디부문                 | 김진곤 홍윤화                                            |
| 신인상 예능부문                   | 양정아 골드미스가 간다                                   |
| 특별상 방송 작가부문              | 예능부문 - 이미선 교양부문 - 장윤정 라디오 부문 - 김주리 |
| 특별상 아나운서부문               | 정미선                                                   |
| 특별상 라디오 DJ부문              | 최화정                                                   |
| SBS PD들이 뽑은 예능인상 (MC부문) | 김구라 신봉선                                            |
| SBS PD들이 뽑은 예능인상 (TV스타) | 김수로 장윤정                                            |
| 베스트 엔터테이너상               | 박상면 솔비                                              |
| 베스트 팀워크상                   | 골드미스가 간다 팀                                       |
| 네티즌 최고 인기상                | 이천희 박예진                                            |
| 실험 정신상                       | 지상렬, 송은이, 노홍철 (있다! 없다?)                     |
| 코미디 부문 우수상                | 한현민                                                   |
| 코미디 부문 최우수상              | 이용진, 이진호, 양세찬, 오인택                           |
| 시청자 선정 프로그램상 (우수상)   | 놀라운 대회 스타킹                                       |
| 시청자 선정 프로그램상 (최우수상) | 패밀리가 떴다                                            |

| 부문                    | 수상자                                                                                   |
| ----------------------- | ---------------------------------------------------------------------------------------- |
| 신인상 (코미디부문)     | 정민규 (웃찾사)                                                                          |
| 신인상 (버라이어티부문) | 붐, 이특, 은혁 (놀라운 대회 스타킹, 강심장)                                              |
| 아나운서상              | 박선영 (접속! 무비월드)                                                                  |
| 라디오 DJ상             | 송은이, 신봉선 (송은이 신봉선의 동고동락) 김창열 (김창렬의 올드스쿨)                     |
| 방송 작가상             | 최문경 (골드미스가 간다)                                                                 |
| 공로상                  | 조영구 (한밤의 TV연예)                                                                   |
| 프로듀서 TV 스타상      | 김국진 (글로벌 붕어빵) 양정아 (골드미스가 간다)                                          |
| 프로듀서 베스트 MC상    | 김정은 (김정은의 초콜릿)                                                                 |
| 베스트 팀워크상         | 패밀리가 떴다 팀                                                                         |
| 베스트 엔터테이너상     | 김구라 문희준 (절친노트2)                                                                |
| 네티즌 최고 인기상      | 이승기 (강심장) 이효리 (패밀리가 떴다)                                                   |
| 우수상 (코미디부문)     | 이상준 김용명 (웃찾사)                                                                   |
| 우수상 (버라이어티부문) | 장윤정 (도전 1000곡) 조혜련 (글로벌 붕어빵, 놀라운 대회 스타킹) 신봉선 (골드미스가 간다) |
| 최우수 MC상             | 김용만 (TV로펌 솔로몬, 스타 부부쇼 자기야) 김원희 (스타 부부쇼 자기야)                   |
| 최우수 프로그램상       | 강심장                                                                                   |

### 2010년대 연예대상
| 부문                             | 수상자                                                                |
| -------------------------------- | --------------------------------------------------------------------- |
| 최우수상                         | 이승기                                                                |
| 네티즌 최고 인기상               | 이승기                                                                |
| 네티즌 최고 인기 프로그램상      | 런닝맨                                                                |
| 올해의 프로그램상                | 놀라운 대회 스타킹                                                    |
| 베스트 TV스타상                  | 조혜련 신봉선 김종국                                                  |
| 베스트 팀워크상                  | 영웅호걸                                                              |
| 특별상                           | 숀 리                                                                 |
| 만능 엔터테이너상                | 김영철 김효진                                                         |
| SBS 창사 20주년 예능 10대 스타상 | 이홍렬 강호동 이영자 유재석 이경규 남희석 이봉원 신동엽 김용만 이효리 |
| 프로듀서가 뽑은 MC상             | 김국진 장윤정                                                         |
| SBS 예능 뉴스타상                | 송중기 개리 이광수 루나 민호 조권 정용화 신동 아이유 가희             |
| 예능 특별상                      | 김병세 송지효                                                         |
| 아나운서상                       | 최기환                                                                |
| 라디오 DJ상                      | 김창완                                                                |
| 방송작가상                       | 김윤영 송정연                                                         |

| 부문                            | 수상자             |
| ------------------------------- | ------------------ |
| 신인상 (예능MC부문)             | 한혜진             |
| 신인상 (버라이어티부문)         | 이광수             |
| 신인상 (코미디부문)             | 강재준             |
| 아나운서상                      | 김소원             |
| 라디오 DJ상                     | 최백호 박소현      |
| 방송 작가상                     | 박현숙 최경        |
| 특별상                          | 김연아             |
| 공로상                          | 정글의 법칙 팀     |
| 프로듀서 MC상                   | 이경규             |
| 베스트 팀워크상                 | 글로벌 붕어빵 팀   |
| 베스트 커플상                   | 최양락, 팽현숙     |
| 베스트 엔터테이너상(토크쇼)     | 팽현숙 신동 정주리 |
| 베스트 엔터테이너상(버라이어티) | 박준금 하하 유인나 |
| 네티즌 최고 인기상              | 이승기             |
| 우수상 (코미디부문)             | 손민혁 홍현희      |
| 우수상 (토크쇼부문)             | 붐 이특 조혜련     |
| 우수상 (버라이어티부문)         | 김종국 송지효      |
| 우수 프로그램상(토크쇼)         | 강심장             |
| 우수 프로그램상(버라이어티)     | 짝                 |
| 최우수 프로그램상               | 런닝맨             |
| 최우수상 (토크쇼부문)           | 이승기             |
| 최우수상 (버라이어티부문)       | 김병만             |

| 부문                                 | 수상자 |
| ------------------------------------ | --- |
| 신인상 (MC부문)                      | 이동욱 |
| 신인상 (코미디부문)                  | 김원구 |
| 아나운서상                           | 박은경 |
| 라디오 DJ상 (파워FM부문)             | 정찬우, 김태균 (컬투)                                                                                          |
| 라디오 DJ상 (러브FM부문)             | 박지선, 박영진                                                                                                 |
| 방송 작가상 (교양다큐부문)           | 류혜린 |
| 방송 작가상 (예능부문)               | 김미경 |
| 방송 작가상 (라디오부문)             | 김은선 |
| 특별상                               | 보아 |
| 공로상                               | 김상중 |
| 프로듀서 MC상                        | 윤도현 |
| 베스트 팀워크상                      | 스타부부쇼 자기야팀                                                                                            |
| 베스트 커플상                        | 신동엽, 이동욱                                                                                                 |
| 베스트 패밀리상                      | 정은표(아버지), 정지웅 (아들), 정하은 (딸) 염경환(아버지), 염은률 (아들) 이정용(아버지), 이믿음, 이마음 (아들) |
| 베스트 엔터테이너상 (토크쇼부문)     | 붐, 이특 |
| 베스트 엔터테이너상 (버라이어티부문) | 추성훈, 김지선, 전혜빈                                                                                         |
| 우수상 (코미디부문)                  | 김용명 홍윤화                                                                                                  |
| 우수상 (토크쇼부문)                  | 한혜진 |
| 우수상 (버라이어티부문)              | 지석진 개리 |
| 시청자가 뽑은 최고의 인기상          | 유재석 |
| 시청자가 뽑은 최고의 프로그램상      | 런닝맨 |
| 우수프로그램상 (토크쇼부문)          | 힐링캠프 - 기쁘지 아니한가                                                                                     |
| 우수프로그램상 (버라이어티부문)      | K팝 스타 2 |
| 최우수프로그램상                     | 정글의 법칙 |
| 최우수상 (코미디부문)                | 정현수 홍현희                                                                                                  |
| 최우수상 (토크쇼부문)                | 이경규 |
| 최우수상 (버라이어티부문)            | 김병만 |

| 부문                                        | 수상자                                                  |
| ------------------------------------------- | ------------------------------------------------------- |
| 최우수상 (예능MC 부문)                      | 이경규 송지효                                           |
| 우수상 (예능MC 부문)                        | 김종국, 하하 성유리                                     |
| 우수상 (코미디 부문)                        | 안시우 남호연                                           |
| 신인상 (예능MC 부문)                        | 수영                                                    |
| 신인상 (버라이어티부문)                     | 함익병                                                  |
| 신인상 (코미디부문)                         | 김정환                                                  |
| 최우수 코너상 코미디 부문                   | 종규삼촌 정 때문에                                      |
| 아나운서상                                  | 김민지                                                  |
| 라디오 DJ상 (파워FM부문)                    | 정선희                                                  |
| 라디오 DJ상 (러브FM부문)                    | 노사연 이성미                                           |
| 방송 작가상                                 | 조정운 (교양부문) 주기쁨 (예능부문) 강의모 (라디오부문) |
| 사회공헌상                                  | 심장이 뛴다                                             |
| 프로듀서상(TV부문)                          | 강호동                                                  |
| 프로듀서상(라디오부문)                      | 컬투                                                    |
| 베스트 스태프상                             | 정글의 법칙 팀                                          |
| 베스트 커플상                               | 이휘재, 장윤정                                          |
| 베스트 팀워크상                             | 글로벌 붕어빵 팀                                        |
| 베스트 패밀리상                             | 백년손님 - 자기야 팀                                    |
| 베스트 엔터테이너상                         | 박준규 김종민 황광희                                    |
| 베스트 챌린지상                             | 안정환 오종혁                                           |
| 인기상                                      | 김성수 조여정                                           |
| 우정상                                      | 이광수 류담                                             |
| 우수 프로그램상 (토크쇼 부문)               | 힐링캠프 - 기쁘지 아니한가                              |
| 우수 프로그램상 (버라이어티 부문)           | K팝 스타 3                                              |
| 최우수 프로그램상 시청자가 뽑은 최고 인기상 | 일요일이 좋다 - 런닝맨                                  |

- 대상 후보 : 이경규, 강호동, 유재석, 김병만

| 부문                                | 수상자 |
| ----------------------------------- | --- |
| 최우수상 (쇼&토크쇼 부문)           | 정찬우, 김태균 (컬투)                                                                                         |
| 최우수상 (버라이어티 부문)          | 김종국 |
| 최우수상 (코미디 부문)              | 홍윤화, 이동엽                                                                                                |
| 우수상 (쇼&토크쇼 부문)             | 윤도현 |
| 우수상 (버라이어티 부문)            | 이광수 |
| 우수상 (코미디 부문)                | 김현정, 장홍제, 박영재                                                                                        |
| 신인상 (예능 부문)                  | 잭슨, 배종옥                                                                                                  |
| 신인상 (코미디 부문)                | 최백선, 박진주                                                                                                |
| 아나운서상                          | 최기환 |
| 라디오 DJ상 (파워FM 부문)           | 공형진 (공형진의 씨네 타운)                                                                                   |
| 라디오 DJ상 (러브FM 부문)           | 김지선, 김일중 (김지선, 김일중의 세상을 만나자)                                                               |
| 방송 작가상                         | 교양 부문 - 신진주 (SBS 스페셜) 예능 부문 - 심은하 (자기야 백년손님) 라디오 부문 - 김종선 (박소현의 러브게임) |
| 특별상                              | 유희열 (K팝스타 4)                                                                                            |
| 프로듀서상 (TV 부문)                | 성유리 (힐링캠프 기쁘지 아니한가)                                                                             |
| 프로듀서상 (라디오 부문)            | 아름다운 이 아침 김창완입니다                                                                                 |
| 베스트 커플상                       | 이만기 · 최위득 (장모), 남재현 · 이춘자 (장모) (자기야 백년손님)                                              |
| 베스트 팀워크상                     | 글로벌 붕어빵 팀                                                                                              |
| 베스트 패밀리상                     | 김정민 가족, 김태우 가족, 리키김 가족, 손준호 가족 (오 마이 베이비)                                           |
| 베스트 엔터테이너상                 | 예지원, 박정철, 류담 (정글의 법칙)                                                                            |
| 베스트 MC상                         | 임성훈 (순간포착 세상에 이런일이) 김원희 (자기야 - 백년손님)                                                  |
| 예능 뉴스타상                       | 조세호, 이국주, 김일중 (룸메이트)                                                                             |
| 최우수 프로그램상 (쇼&토크쇼 부문)  | K팝스타 |
| 최우수 프로그램상 (버라이어티 부문) | 정글의 법칙                                                                                                   |
| 우수 프로그램상 (쇼&토크쇼 부문)    | 놀라운 대회 스타킹                                                                                            |
| 우수 프로그램상 (버라이어티 부문)   | 자기야 백년손님                                                                                               |
| 시청자가 뽑은 최고 인기상           | 유재석 |
| 시청자가 뽑은 최고 프로그램상       | 일요일이 좋다 - 런닝맨                                                                                        |

- 대상 후보 : 이경규, 강호동, 김구라, 유재석, 김병만

| 부문                                | 수상자                        | 프로그램                                                     |
| ----------------------------------- | ----------------------------- | ------------------------------------------------------------ |
| 시청자가 뽑은 최고 프로그램상       | 일요일이 좋다 - 런닝맨        | 일요일이 좋다 - 런닝맨                                       |
| 시청자가 뽑은 최고 인기상           | 유재석                        | 일요일이 좋다 - 런닝맨 동상이몽, 괜찮아 괜찮아               |
| 우수 프로그램상                     | 동상이몽, 괜찮아 괜찮아       | 동상이몽, 괜찮아 괜찮아                                      |
| 최우수 프로그램상 (버라이어티 부문) | 서바이벌 오디션 K팝스타 시즌5 | 서바이벌 오디션 K팝스타 시즌5                                |
| 최우수 프로그램상 (쇼·토크쇼 부문)  | 자기야 - 백년손님             | 자기야 - 백년손님                                            |
| 우수상 (버라이어티 부문)            | 지석진                        | 일요일이 좋다 - 런닝맨                                       |
| 우수상 (쇼·토크쇼 부문)             | 김준현                        | 백종원의 3대 천왕                                            |
| 최우수상 (버라이어티 부문)          | 개리 송지효                   | 일요일이 좋다 - 런닝맨                                       |
| 최우수상 (쇼·토크쇼 부문)           | 김원희                        | 자기야 - 백년손님                                            |
| 최우수상 (코미디 부문)              | 강재준                        | 웃음을 찾는 사람들                                           |
| 우수상 (코미디 부문)                | 안시우 이은형                 | 웃음을 찾는 사람들                                           |
| 신인상 (버라이어티 부문)            | 서장훈 김완선                 | 동상이몽, 괜찮아 괜찮아 불타는 청춘                          |
| 신인상 (코미디 부문)                | 오민우 박지현                 | 웃음을 찾는 사람들                                           |
| 프로듀서상 (TV 부문)                | 김구라                        | 동상이몽, 괜찮아 괜찮아                                      |
| 프로듀서상 (라디오 부문)            | 이숙영                        | 이숙영의 러브FM                                              |
| 아나운서상                          | 배성재                        | 풋볼매거진 골!                                               |
| 방송작가상                          | 최문경 김윤희                 | 안지환, 김지선의 세상을 만나자 서바이벌 오디션 K팝스타 시즌5 |
| 라디오 DJ상 신인상                  | 장예원                        | 장예원의 오늘 같은 밤                                        |
| 라디오 DJ상 (파워FM 부문)           | 이국주                        | 이국주의 영스트리트                                          |
| 라디오 DJ상 (러브FM 부문)           | 홍록기                        | 헬로우 미스터 록기                                           |
| 방송작가상                          | 정문명                        | 그것이 알고 싶다                                             |
| 인기상                              | 이춘자                        | 자기야 - 백년손님                                            |
| 특별상                              | 그것이 알고 싶다              | 그것이 알고 싶다                                             |
| 우정상                              | 불타는 청춘                   | 불타는 청춘                                                  |
| 베스트 패밀리상                     | 오! 마이 베이비               | 오! 마이 베이비                                              |
| 베스트 커플상                       | 김국진 강수지                 | 불타는 청춘                                                  |
| 베스트 팀워크상                     | 주먹쥐고 소림사               | 주먹쥐고 소림사                                              |
| 베스트 엔터테이너상                 | 박한별 육중완                 | 정글의 법칙 in 얍 정글의 법칙 with 프렌즈 주먹쥐고 소림사    |
| 베스트 챌린지상                     | 구하라 정진운                 | 주먹쥐고 소림사 정글의 법칙                                  |

- 스페셜 진행 : 개그맨 양세형, 개그우먼 김신영
- 대상 후보 : 김구라, 신동엽, 유재석, 김병만, 김국진

| 부문                                 | 수상자                                      | 프로그램                                                                  |
| ------------------------------------ | ------------------------------------------- | ------------------------------------------------------------------------- |
| 올해의 프로그램상 (예능 부문)        | 미운 우리 새끼                              | 미운 우리 새끼                                                            |
| 올해의 프로그램상 (교양 · 다큐 부문) | 그것이 알고싶다                             | 그것이 알고싶다                                                           |
| 올해의 스타상                        | 박진영                                      | K팝스타                                                                   |
| 최우수상 (코미디 부문)               | 홍윤화                                      | 웃음을 찾는 사람들                                                        |
| 최우수상 (쇼 · 토크쇼 부문)          | 김건모                                      | 미운 우리 새끼, 판타스틱 듀오                                             |
| 최우수상 (버라이어티 부문)           | 이광수                                      | 일요일이 좋다 - 런닝맨                                                    |
| 우수상 (코미디 부문)                 | 김진곤 김정환                               | 웃음을 찾는 사람들                                                        |
| 우수상 (쇼 · 토크쇼 부문)            | 전현무 성대현                               | 판타스틱 듀오, K팝스타 자기야 백년손님, 영재 발굴단                       |
| 우수상 (버라이어티 부문)             | 서장훈                                      | 미운 우리 새끼, 꽃놀이패, 힐링캠프 판타스틱 듀오, 동상이몽, 괜찮아 괜찮아 |
| 신인상                               | 유병재, 강남 공승연 - 정연, 이연수          | 꽃놀이패, 정글의 법칙 SBS 인기가요, 불타는 청춘                           |
| 프로듀서상                           | 박수홍 김준현                               | 미운 우리 새끼 백종원의 3대 천왕                                          |
| 방송작가상                           | 육소영 박진아 이재국                        | 미운 우리 새끼 궁금한 이야기 Y, 그것이 알고싶다 김창렬의 올드스쿨         |
| 라디오 DJ상                          | 박소현                                      | 박소현의 러브게임                                                         |
| 특별상                               | 백종원                                      | 백종원의 3대 천왕                                                         |
| 베스트 커플상                        | 박형일 (사위), 박순자 (장모) 김광규, 김완선 | 자기야 백년손님 불타는 청춘                                               |
| 베스트 프렌드상                      | 꽃놀이패 팀                                 | 꽃놀이패                                                                  |
| 베스트 엔터테이너상                  | 김민석 김환 설현                            | SBS 인기가요 자기야 백년손님, 좋은 아침 정글의 법칙                       |
| 예능 씬스틸러상                      | 최성국 조세호                               | 불타는 청춘 꽃놀이패                                                      |
| 모바일 아이콘상                      | 양세형                                      | 양세형의 숏터뷰                                                           |

- 스페셜 진행 : 개그우먼 박나래, 개그맨 양세형, 개그맨 양세찬

| 부문                                 | 수상자               | 프로그램                                                       |
| ------------------------------------ | -------------------- | -------------------------------------------------------------- |
| 올해의 프로그램상 (예능 부문)        | 미운 우리 새끼       | 미운 우리 새끼                                                 |
| 올해의 프로그램상 (교양 · 다큐 부문) | 영재 발굴단          | 영재 발굴단                                                    |
| 올해의 핫스타상                      | 추자현 위샤오광      | 동상이몽 2 - 너는 내 운명                                      |
| 최우수 MC상 (교양 · 다큐 부문)       | 김석훈               | 궁금한 이야기 Y                                                |
| 최우수 MC상 (예능 부문)              | 전현무               | K팝스타, 마스터키, 판타스틱 듀오                               |
| 최우수상 (쇼 · 토크쇼 부문)          | 서장훈               | 미운 우리 새끼, 동상이몽 2 - 너는 내 운명                      |
| 최우수상 (버라이어티 부문)           | 지석진               | 런닝맨                                                         |
| 우수상 (쇼 · 토크쇼 부문)            | 김준현 토니 안       | 판타스틱 듀오 미운 우리 새끼                                   |
| 우수상 (버라이어티 부문)             | 강수지               | 불타는 청춘                                                    |
| 신인상 (쇼 · 토크쇼 부문)            | 이상민 정재은        | 미운 우리 새끼 싱글와이프                                      |
| 신인상 (버라이어티 부문)             | 강다니엘 전소민      | 마스터키 런닝맨                                                |
| 프로듀서상                           | 김병만               | 정글의 법칙                                                    |
| 글로벌 스타상                        | 런닝맨 팀            | 런닝맨                                                         |
| 방송작가상                           | 노윤 장윤정 전진실   | 동상이몽 2 - 너는 내 운명 궁금한 이야기 Y, SBS 스페셜 붐붐파워 |
| 라디오 DJ상                          | 송은이, 김숙 김영철  | 송은이, 김숙의 언니네 라디오 김영철의 파워 FM                  |
| 공로상                               | 백종원               | 백종원의 푸드트럭                                              |
| 베스트 커플상                        | 이광수, 전소민       | 런닝맨                                                         |
| 베스트 팀워크상                      | 불타는 청춘 팀       | 불타는 청춘                                                    |
| 베스트 엔터테이너상                  | 김광규 이유리        | 불타는 청춘 싱글와이프                                         |
| 베스트 챌린지상                      | 나르샤 조보아 김세정 | 자기야 백년손님 정글의 법칙                                    |
| 씬스틸러상                           | 박명수 윤정수        | 싱글와이프 미운 우리 새끼                                      |
| 모바일 아이콘상                      | 김기수 박나래        | 김기수의 예쁘게 살래? 그냥 살래? 박나래의 복붙쇼               |

- 스페셜 진행 : 붐 (대상후보 인터뷰 담당)

| 부문                       | 수상자                                                     | 프로그램                                                |
| -------------------------- | ---------------------------------------------------------- | ------------------------------------------------------- |
| 올해의 프로그램상          | 미운 우리 새끼                                             | 미운 우리 새끼                                          |
| 올해의 핫스타상            | 배정남                                                     | 미운 우리 새끼                                          |
| 최우수상 (쇼 · 토크 부문)  | 양세형                                                     | 집사부일체, 가로채널, 미추리 8-1000                     |
| 최우수상 (버라이어티 부문) | 전소민                                                     | 런닝맨                                                  |
| 우수상 (쇼 · 토크 부문)    | 이상민 소이현                                              | 미운 우리 새끼, 더 팬, 무확행 동상이몽 2 - 너는 내 운명 |
| 우수상 (버라이어티 부문)   | 육성재 조보아                                              | 집사부일체 백종원의 골목식당                            |
| 신인상                     | 이상윤 강경헌                                              | 집사부일체 불타는 청춘                                  |
| 프로듀서상                 | 김종국                                                     | 런닝맨, 미운 우리 새끼                                  |
| 방송작가상                 | 유현수 (라디오 부문) 이윤주 (교양 부문) 김명정 (예능 부문) | 최화정의 파워타임 TV 동물농장 집사부일체                |
| 라디오 DJ상                | 붐 (파워 FM) 김창열 (러브 FM)                              | 붐붐파워 김창열의 올드스쿨                              |
| 인기상                     | 이광수                                                     | 런닝맨                                                  |
| 베스트 커플상              | 김종국, 홍진영                                             | 미운 우리 새끼 런닝맨                                   |
| 베스트 팀워크상            | 런닝맨 팀                                                  | 런닝맨                                                  |
| 베스트 패밀리상            | 인교진, 소이현                                             | 동상이몽 2 - 너는 내 운명                               |
| 베스트 엔터테이너상        | 구본승 임원희                                              | 불타는 청춘 미운 우리 새끼                              |
| 베스트 MC상                | 김성주 김숙                                                | 백종원의 골목식당 동상이몽 2 - 너는 내 운명             |
| 베스트 챌린저상            | 전혜빈                                                     | 정글의 법칙                                             |
| 씬스틸러상                 | 승리                                                       | 미운 우리 새끼 가로채널                                 |
| 모바일 아이콘상            | 제아, 치타                                                 | 쎈마이웨이                                              |

- 스페셜 진행 : 김희철, 양세형, 장예원 (프로그램 소개 담당)
- 대상 후보 : 백종원, 유재석, 신동엽, 김종국, 김구라, 김병만, 이승기, 서장훈

| 부문                                 | 수상자                                                     | 프로그램                                                  |
| ------------------------------------ | ---------------------------------------------------------- | --------------------------------------------------------- |
| 최우수 프로그램상                    | 백종원의 골목식당                                          | 백종원의 골목식당                                         |
| 우수 프로그램상 (쇼·버라이어티 부문) | 불타는 청춘                                                | 불타는 청춘                                               |
| 우수 프로그램상 (리얼리티쇼 부문)    | 동상이몽 2 - 너는 내 운명                                  | 동상이몽 2 - 너는 내 운명                                 |
| 최우수상 (쇼·버라이어티 부문)        | 김성주 최성국                                              | 백종원의 골목식당 불타는 청춘                             |
| 최우수상 (리얼리티쇼 부문)           | 김종국 홍진영                                              | 런닝맨, 미운 우리 새끼                                    |
| 우수상 (쇼·버라이어티 부문)          | 양세찬 이상윤                                              | 런닝맨 집사부일체                                         |
| 우수상 (리얼리티쇼 부문)             | 김희철 윤상현                                              | 미운 우리 새끼, 맛남의 광장 동상이몽 2 - 너는 내 운명     |
| 신인상                               | 최민용 정인선                                              | 불타는 청춘 백종원의 골목식당                             |
| 프로듀서상                           | 이승기                                                     | 집사부일체, 리틀 포레스트                                 |
| 공로상                               | 백종원                                                     | 백종원의 골목식당, 맛남의 광장                            |
| 방송작가상                           | 원주원 (라디오 부문) 박은영 (교양 부문) 김미경 (예능 부문) | 최백호의 낭만시대 본격연예 한밤 동상이몽 2 - 너는 내 운명 |
| 라디오 DJ상                          | 배성재 (파워 FM) 소이현 (러브 FM)                          | 배성재의 텐 집으로 가는 길, 소이현입니다                  |
| 베스트 커플상                        | 이상민, 탁재훈                                             | 미운 우리 새끼                                            |
| 베스트 팀워크상                      | 집사부일체 팀                                              | 집사부일체                                                |
| SBS 패밀리상                         | 이윤지                                                     | 동상이몽 2 - 너는 내 운명                                 |
| SBS 엔터테이너상                     | 하하                                                       | 런닝맨                                                    |
| SBS 명예사원상                       | 양세형                                                     | 집사부일체, 맛남의 광장, 미추리 8-1000, 가로채널          |
| SBS 챌린저상                         | 허재 이태곤 김동준                                         | 정글의 법칙 , 전설의 빅피쉬 맛남의 광장                   |
| 글로벌 프로그램상                    | 런닝맨                                                     | 런닝맨                                                    |
| SNS 스타상                           | 강남, 이상화 육성재 박나래 이광수                          | 동상이몽 2 - 너는 내 운명 집사부일체 리틀 포레스트 런닝맨 |

### 2020년대 연예대상
- 대상 후보 : 백종원, 유재석, 신동엽, 김종국, 김구라, 이승기, 서장훈, 양세형

| 부문                          | 수상자                                                    | 프로그램                                                                                    |
| ----------------------------- | --------------------------------------------------------- | ------------------------------------------------------------------------------------------- |
| 최우수 프로그램상             | 미운 우리 새끼                                            | 미운 우리 새끼                                                                              |
| 우수 프로그램상               | 맛남의 광장 트롯신이 떴다                                 | 맛남의 광장 트롯신이 떴다                                                                   |
| 최우수상 (쇼·버라이어티 부문) | 하하 장윤정                                               | 런닝맨 트롯신이 떴다                                                                        |
| 최우수상 (리얼리티쇼 부문)    | 김희철 이상민                                             | 맛남의 광장 미운 우리 새끼                                                                  |
| 우수상 (쇼·버라이어티 부문)   | 김동현 장도연                                             | 텔레그나, 집사부일체 꼬리에 꼬리를 무는 그날 이야기, 텔레그나                               |
| 우수상 (리얼리티쇼 부문)      | 김광규 정인선                                             | 불타는 청춘 백종원의 골목식당                                                               |
| 신인상                        | 차은우 오민석 제시                                        | 집사부일체, 진짜 농구, 핸섬타이거즈 미운 우리 새끼 제시의 쇼!터뷰                           |
| 프로듀서상                    | 양세형                                                    | 맛남의 광장, 집사부일체, 텔레그나                                                           |
| 레전드 특별상                 | 이경실, 이성미 최양락, 이봉원 임성훈 최화정 이홍렬        | 진실게임 좋은 친구들 순간포착 세상에 이런일이 최화정의 파워타임 이홍렬쇼                    |
| 골든 콘텐츠상                 | 런닝맨 팀 정글의 법칙 팀                                  | 런닝맨 정글의 법칙                                                                          |
| 방송작가상                    | 이해연 (교양 부문) 육소영 (예능 부문) 황보경 (예능 부문)  | 꼬리에 꼬리를 무는 그날 이야기 미운 우리 새끼, 트롯신이 떴다 백종원의 골목식당, 맛남의 광장 |
| 라디오 DJ상                   | 김창완                                                    | 아름다운 이 아침 김창완입니다                                                               |
| 라디오 신인상                 | 허지웅                                                    | 허지웅쇼                                                                                    |
| 베스트 커플상                 | 임원희, 정석용                                            | 미운 우리 새끼                                                                              |
| 베스트 엔터테이너상           | 신성록 박선영                                             | 집사부일체 불타는 청춘                                                                      |
| 함께 N 팀워크상               | 전진, 류이서 박성광, 이솔이 오지호, 은보아 송창의, 오지영 | 동상이몽 2 - 너는 내 운명                                                                   |
| SBS 신스틸러상                | 탁재훈                                                    | 미운 우리 새끼                                                                              |
| SBS 명예사원상                | 서장훈                                                    | 진짜 농구, 핸섬타이거즈, 미운 우리 새끼 동상이몽 2 - 너는 내 운명                           |
| SBS 공익예능상                | 김성주                                                    | 백종원의 골목식당                                                                           |
| 핫스타상                      | 박나래, 장도연 (TV 부문) 이승기 (OTT콘텐츠 부문)          | 박장데소 집사부일체                                                                         |

- 2021년부터 '올해의 예능인상'을 시상하기 시작했으며, 해당년도 대상후보 전원이 받는 상임.

| 부문                                   | 수상자                                                                              | 프로그램 |
| -------------------------------------- | ----------------------------------------------------------------------------------- | --- |
| 최우수 프로그램상 (쇼·스포츠 부문)     | 골 때리는 그녀들                                                                    | 골 때리는 그녀들 |
| 최우수 프로그램상 (버라이어티 부문)    | 런닝맨                                                                              | 런닝맨 |
| 우수 프로그램상 (쇼·스포츠 부문)       | 전설의 무대 아카이브K 라우드                                                        | 전설의 무대 아카이브K 라우드 |
| 우수 프로그램상 (토크·버라이어티 부문) | 신발 벗고 돌싱포맨                                                                  | 신발 벗고 돌싱포맨 |
| 최우수상 (쇼·스포츠 부문)              | 박선영                                                                              | 골 때리는 그녀들 |
| 최우수상 (버라이어티 부문)             | 양세찬                                                                              | 런닝맨 |
| 최우수상 (리얼리티 부문)               | 탁재훈                                                                              | 미운 우리 새끼, 신발 벗고 돌싱포맨, 티키타카 |
| 우수상 (쇼·스포츠 부문)                | 골 때리는 그녀들 시즌1 주장단                                                       | 골 때리는 그녀들 |
| 우수상 (토크·버라이어티 부문)          | 김준호 임원희                                                                       | 미운 우리 새끼, 신발 벗고 돌싱포맨 |
| 우수상 (리얼리티 부문)                 | 이지혜                                                                              | 동상이몽 2 - 너는 내 운명 |
| 신인상 (쇼·스포츠 부문)                | 이승엽                                                                              | 편먹고 공치리 |
| 신인상 (버라이어티 부문)               | 금새록                                                                              | 백종원의 골목식당 |
| 신인상 (리얼리티 부문)                 | 박군 이현이                                                                         | 미운 우리 새끼, 정글의 법칙 동상이몽 2 - 너는 내 운명, 골 때리는 그녀들 |
| 올해의 예능인상                        | 신동엽 탁재훈 이상민 이경규 이승기 박선영 유재석 지석진 김종국 김구라 서장훈 양세형 | 미운 우리 새끼, TV 동물농장, 워맨스가 필요해 미운 우리 새끼, 신발 벗고 돌싱포맨, 티키타카 미운 우리 새끼, 신발 벗고 돌싱포맨 편먹고 공치리 집사부일체, 편먹고 공치리, 라우드 골 때리는 그녀들 런닝맨 , 미운 우리 새끼 동상이몽 2 - 너는 내 운명, 티키타카 미운 우리 새끼, 동상이몽 2 - 너는 내 운명 집사부일체, 맛남의 광장 |
| 프로듀서상                             | 이승기                                                                              | 집사부일체, 편먹고 공치리, 라우드 |
| 명예사원상                             | 지석진                                                                              | 런닝맨 |
| 방송작가상                             | 황채영 (교양 부문) 양효임 (예능 부문) 장정희 (예능 부문) 김윤희 (라디오 부문)       | 그것이 알고싶다 런닝맨 골 때리는 그녀들 김영철의 파워FM |
| 특별상                                 | 백종원의 골목식당                                                                   | 백종원의 골목식당 |
| 라디오 DJ상                            | 붐 (파워 FM) 이숙영 (러브 FM)                                                       | 붐붐파워 이숙영의 러브FM |
| 라디오 신인상                          | 박하선                                                                              | 박하선의 씨네타운 |
| 한배 탄 만큼 베스트 커플상             | 이수근, 배성재                                                                      | 골 때리는 그녀들 |
| 베스트 팀워크상                        | 집사부일체 팀                                                                       | 집사부일체 |
| 베스트 패밀리상                        | 동상이몽 2 - 너는 내 운명 팀                                                        | 동상이몽 2 - 너는 내 운명 |
| 넥스트 레벨상                          | 장도연                                                                              | 꼬리에 꼬리를 무는 그날 이야기, 워맨스가 필요해 |
| 감독상                                 | 골 때리는 그녀들 시즌1 감독진                                                       | 골 때리는 그녀들 |

| 부문                                   | 수상자                                                     | 프로그램                                                                                                   |
| -------------------------------------- | ---------------------------------------------------------- | --- |
| 올해의 프로그램상 (쇼·스포츠 부문)     | 골 때리는 그녀들                                           | 골 때리는 그녀들                                                                                           |
| 올해의 프로그램상 (버라이어티 부문)    | 런닝맨                                                     | 런닝맨 |
| 올해의 프로그램상 (토크·리얼리티 부문) | 미운 우리 새끼                                             | 미운 우리 새끼                                                                                             |
| 최우수상 (쇼·스포츠 부문)              | 이현이                                                     | 골 때리는 그녀들, 동상이몽 2 - 너는 내 운명, 판타스틱 패밀리 - DNA 싱어                                    |
| 최우수상 (토크·리얼리티 부문)          | 김준호                                                     | 미운 우리 새끼, 신발 벗고 돌싱포맨                                                                         |
| 우수상 (쇼·스포츠 부문)                | 채리나                                                     | 골 때리는 그녀들                                                                                           |
| 우수상 (토크·리얼리티 부문)            | 허경환                                                     | 미운 우리 새끼                                                                                             |
| 신인상                                 | 하석주 윤태진                                              | 골 때리는 그녀들                                                                                           |
| 프로듀서상                             | 탁재훈                                                     | 미운 우리 새끼, 신발 벗고 돌싱포맨                                                                         |
| 명예사원상                             | 이상민                                                     | 미운 우리 새끼, 신발 벗고 돌싱포맨                                                                         |
| 방송작가상                             | 서인희 (교양 부문) 강승희 (예능 부문) 조혜정 (라디오 부문) | 꼬리에 꼬리를 무는 그날 이야기 신발 벗고 돌싱포맨 배성재의 텐                                              |
| 인기상                                 | 배성재 골 때리는 그녀들 시즌3 주장단                       | 골 때리는 그녀들                                                                                           |
| 라디오 DJ상                            | 웬디 (파워 FM) 윤수현 (러브 FM)                            | 웬디의 영스트리트 윤수현의 천태만상                                                                        |
| 베스트 캐릭터상                        | 이경규                                                     | 편먹고 공치리                                                                                              |
| 올해의 커플상                          | 유재석, 김종국                                             | 런닝맨 |
| 올해의 팀워크상                        | 동상이몽 2 - 너는 내 운명 팀                               | 동상이몽 2 - 너는 내 운명                                                                                  |
| 올해의 티키타카상                      | 경서, 서기                                                 | 골 때리는 그녀들                                                                                           |
| 올해의 리더상                          | 골 때리는 그녀들 시즌3 감독진                              | 골 때리는 그녀들                                                                                           |
| 2022 SBS의 아들·딸 상                  | 김준호 이현이                                              | 미운 우리 새끼, 신발 벗고 돌싱포맨 골 때리는 그녀들, 동상이몽 2 - 너는 내 운명, 판타스틱 패밀리 - DNA 싱어 |
| 신스틸러상                             | 임원희 정혜인                                              | 미운 우리 새끼, 신발 벗고 돌싱포맨 골 때리는 그녀들                                                        |
| 소셜스타상 (토크·리얼리티 부문)        | 임창정, 서하얀                                             | 동상이몽 2 - 너는 내 운명                                                                                  |
| 소셜스타상 (쇼·스포츠 부문)            | 유현주                                                     | 편먹고 공치리                                                                                              |
| 에코브리티상                           | 김병만                                                     | 공생의 법칙                                                                                                |

- 대상 후보 : 유재석, 신동엽, 김종국, 서장훈, 이현이, 이상민, 탁재훈

| 부문                             | 수상자                                                                 | 프로그램                                                                       |
| -------------------------------- | ---------------------------------------------------------------------- | ------------------------------------------------------------------------------ |
| 2023 올해의 프로그램상           | 런닝맨                                                                 | 런닝맨                                                                         |
| 최우수상                         | 김종민 배성재 이지혜                                                   | 미운 우리 새끼, 편먹고 공치리 골 때리는 그녀들 동상이몽 2 - 너는 내 운명       |
| 우수상                           | 오상진 송해나                                                          | 손대면 핫플! 동네멋집, 동상이몽 2 - 너는 내 운명 골 때리는 그녀들              |
| 신인상 (쇼·스포츠·리얼리티 부문) | 김지은                                                                 | 손대면 핫플! 동네멋집, SBS 인기가요                                            |
| 신인상 (토크·버라이어티 부문)    | 신기루                                                                 | 덩치 서바이벌-먹찌빠                                                           |
| 프로듀서상                       | 지석진                                                                 | 런닝맨                                                                         |
| 명예사원상                       | 임원희                                                                 | 미운 우리 새끼, 신발 벗고 돌싱포맨                                             |
| 방송작가상                       | 오유경 (교양 부문) 김세연 (예능 부문) 홍은혜 (라디오 부문)             | 그것이 알고 싶다 미운 우리 새끼 뜨거우면 지상렬                                |
| 특별상                           | 유정수                                                                 | 손대면 핫플! 동네멋집                                                          |
| 라디오 DJ상                      | 딘딘 (파워 FM) 지상렬 (러브 FM)                                        | 딘딘의 뮤직하이 뜨거우면 지상렬                                                |
| 베스트 커플상                    | 이장원, 배다해 이을용, 백지훈                                          | 동상이몽 2 - 너는 내 운명 골 때리는 그녀들                                     |
| 베스트 팀워크상                  | 덩치 서바이벌-먹찌빠 팀                                                | 덩치 서바이벌-먹찌빠                                                           |
| 2023 SBS의 아들·딸 상            | 이상민 이현이                                                          | 미운 우리 새끼, 신발 벗고 돌싱포맨 골 때리는 그녀들, 동상이몽 2 - 너는 내 운명 |
| 신스틸러상                       | 양세찬                                                                 | 런닝맨, 편먹고 공치리                                                          |
| 핫이슈상                         | 이동건                                                                 | 미운 우리 새끼                                                                 |
| 라이징 스타상                    | 김건우 손동표 엄지윤                                                   | 미운 우리 새끼 손대면 핫플! 동네멋집 강심장 VS                                 |
| 숏클립 최다뷰 상                 | 김종국                                                                 | 런닝맨, 미운 우리 새끼                                                         |
| 골든 솔로상                      | 탁재훈, 임원희, 이상민, 김준호                                         | 신발 벗고 돌싱포맨                                                             |
| 에코브리티상                     | 차인표, 정상훈, 류수영, 제이쓴                                         | 녹색 아버지회 - 옆집 남편들                                                    |
| 미식랭스타상                     | 박나래                                                                 | 덩치 서바이벌-먹찌빠                                                           |
| 선한 영향력 프로그램상           | 동상이몽 2 - 너는 내 운명                                              | 동상이몽 2 - 너는 내 운명                                                      |
| 골때녀 푸스카스상                | 김승혜                                                                 | 골 때리는 그녀들                                                               |
| 골때녀 야신상                    | 키썸                                                                   | 골 때리는 그녀들                                                               |
| 골때녀 센추리클럽상              | 조혜련, 이현이, 정혜인, 김민경 오나미, 송해나, 안혜경, 후지모토 사오리 | 골 때리는 그녀들                                                               |

- 대상 후보 : 유재석, 전현무, 신동엽, 이상민, 서장훈, 이현이, 김종국

| 부문                                      | 수상자                          | 프로그램                                                                       |
| ----------------------------------------- | ------------------------------- | ------------------------------------------------------------------------------ |
| 온라인 시청자가 뽑은 최고 인기 프로그램상 | 런닝맨                          | 런닝맨                                                                         |
| 최고 시청률 프로그램상                    | 미운 우리 새끼                  | 미운 우리 새끼                                                                 |
| 최우수상                                  | 김승수 류수영 정혜인            | 미운 우리 새끼 정글밥 골 때리는 그녀들                                         |
| 우수상                                    | 최진혁 조우종 유이              | 미운 우리 새끼 동상이몽 2 - 너는 내 운명 정글밥                                |
| 신인상 (쇼·버라이어티 부문)               | 진선규                          | 더 매직스타                                                                    |
| 신인상 (토크·리얼리티 부문)               | 유연석                          | 틈만나면,                                                                      |
| 프로듀서상                                | 이상민                          | 미운 우리 새끼, 신발 벗고 돌싱포맨                                             |
| 명예사원상                                | 김준호                          | 미운 우리 새끼, 신발 벗고 돌싱포맨                                             |
| 방송작가상                                | 임채윤                          | 손대면 핫플! 동네멋집                                                          |
| 특별상                                    | 이영표                          | 골 때리는 그녀들                                                               |
| 라디오 DJ상                               | 봉태규 (파워 FM) 정엽 (러브 FM) | 아름다운 이 아침 봉태규입니다 그대의 밤, 정엽입니다                            |
| 베스트 커플상                             | 김민재 & 최유라                 | 동상이몽 2 - 너는 내 운명                                                      |
| 베스트 엔터테이너상                       | 임원희                          | 미운 우리 새끼, 신발 벗고 돌싱포맨                                             |
| 베스트 케미상                             | 신기루, 박나래, 이국주, 풍자    | 덩치 서바이벌-먹찌빠                                                           |
| 베스트 플레이어상 (올해의 MVP)            | 허경희                          | 골 때리는 그녀들                                                               |
| 베스트 플레이어상 (올해의 루키)           | 박지안                          | 골 때리는 그녀들                                                               |
| 2024 SBS의 아들·딸 상                     | 이상민 이현이                   | 미운 우리 새끼, 신발 벗고 돌싱포맨 골 때리는 그녀들, 동상이몽 2 - 너는 내 운명 |
| 신스틸러상                                | 송지효                          | 런닝맨                                                                         |
| 핫이슈상                                  | 유호진                          | 더 매직스타                                                                    |
| 라이징 스타상                             | 강훈 지예은                     | 런닝맨                                                                         |
| 숏클립 최다뷰 상                          | 김종국                          | 런닝맨, 미운 우리 새끼                                                         |
| ESG상                                     | 손대면 핫플! 동네멋집 팀        | 손대면 핫플! 동네멋집                                                          |
| 굿파트너상                                | 김종국, 이동건, 허경환, 김희철  | 미운 우리 새끼                                                                 |
| 굿패밀리상                                | 동상이몽 2 - 너는 내 운명 팀    | 동상이몽 2 - 너는 내 운명                                                      |

## 역대 공식 MC
| 회차 | 연도   | MC                       |
| ---- | ------ | ------------------------ |
| 1    | 2007년 | 류시원, 박은경, 엄지원   |
| 2    | 2008년 | 이휘재, 신봉선, 예지원   |
| 3    | 2009년 | 신동엽, 현영, 이소연     |
| 4    | 2010년 | 신동엽, 박선영, 장윤정   |
| 5    | 2011년 | 김용만, 김원희, 신봉선   |
| 6    | 2012년 | 하하, 윤도현, 수영       |
| 7    | 2013년 | 신동엽, 김원희, 크리스탈 |
| 8    | 2014년 | 이경규, 배성재, 성유리   |
| 9    | 2015년 | 이경규, 전현무, 장예원   |
| 10   | 2016년 | 이경규, 강호동, 이시영   |
| 11   | 2017년 | 전현무, 이상민, 추자현   |
| 12   | 2018년 | 박수홍, 김종국, 한고은   |
| 13   | 2019년 | 김성주, 조정식, 박나래   |
| 14   | 2020년 | 신동엽, 이승기, 차은우   |
| 15   | 2021년 | 이승기, 장도연, 한혜진   |
| 16   | 2022년 | 탁재훈, 장도연, 이현이   |
| 17   | 2023년 | 이상민, 이현이, 김지은   |
| 18   | 2024년 | 전현무, 장도연, 이현이   |

- 최다 진행자
  - 신동엽 (4회, 2009-2010, 2013, 2020)
  - 이경규 (3회, 2014-2016)
  - 전현무 (3회, 2015, 2017, 2024)
  - 장도연 (3회, 2021-2022, 2024)
  - 이현이 (3회, 2022-2024)

## 뒷이야기 및 논란
- 유재석은 연예대상 총 18회 수상으로 방송 3사 중 2개 방송사에서 연예대상 최다 수상자로 기록되어 있다. (KBS 2회, MBC 8회, SBS 8회 수상)
- 역대 연예대상 2관왕 수상자로는 강호동, 유재석, 이영자가 있다.[2]
  - 강호동 - 2008년 KBS, MBC 연예대상
  - 유재석 - 2009년 MBC, SBS 연예대상, 2014년 KBS, MBC 연예대상
  - 이영자 - 2018년 KBS, MBC 연예대상
- SBS 연예대상 최다 수상자로는 유재석 (2008년, 2009년, 2011년, 2012년, 2015년, 2019년, 2022년), 강호동 (2007년, 2010년), 김병만 (2013년, 2015년) 이 있다.
- 2009년, 2015년, 2017년 연예대상은 공동 수상이 이루어졌다.
- 2017년 연예대상은 방송 3사 최초로 비연예인이 대상을 수상했다.
- 2018년 연예대상은 이승기가 대상을 수상했으나 백종원은 시상식 현장에서 아무런 상도 가져가지 못하게 되면서 논란이 발생했다.
- 2019년 연예대상은 대상 유력후보인 백종원이 2018년에 이어 수상을 거부했으나 공로상을 수여하며 당시 발생했던 논란에 대해 어느 정도 대응했다는 평을 듣고 있다.
- 2020년 연예대상에서 대상을 수상한 김종국은 이효리에 이어 역대 두 번째로 개인이 가요대상과 연예대상을 모두 수상하는 기록을 세웠으며 역대 최초로 가요대상과 연예대상을 모두 단독으로 받은 사례로 남게 됐다.[3]
- 2021년 연예대상은 SBS 연예대상 최초 특정 프로그램 팀이 대상을 수상했다.[4]
- 2024년은 시상식을 이틀 앞두고 발생한 제주항공 2216편 활주로 이탈 사고 여파로 인하여 역대 최초로 시상식 생방송이 취소됐다.[5] 이후 일정을 조율한 끝에 2025년 설날 당일인 1월 29일 개최를 최종 확정했다.[6]

## 시청률
| 회차 | 방송 일시        | AGB닐슨 시청률                | AGB닐슨 시청률                |
| 회차 | 방송 일시        | 대한민국(전국)                | 서울(수도권)                  |
| ---- | ---------------- | ----------------------------- | ----------------------------- |
| 1회  | 2007년 12월 28일 | 13.1%(1부) 13.5%(2부)         | 13.6%(1부) 13.2%(2부)         |
| 2회  | 2008년 12월 30일 | 17.1%(1부) 21.4%(2부)         | 17.7%(1부) 21.6%(2부)         |
| 3회  | 2009년 12월 30일 | 19.3%(1부) 21.1%(2부)         | 20.8%(1부) 21.8%(2부)         |
| 4회  | 2010년 12월 30일 | 17.9%(1부) 19.6%(2부)         | 19.4%(1부) 20.2%(2부)         |
| 5회  | 2011년 12월 30일 | 13.4%(1부) 15.6%(2부)         | 14.3%(1부) 17.5%(2부)         |
| 6회  | 2012년 12월 30일 | 8.5%(1부) 16.3%(2부)          | 9.2%(1부) 17.9%(2부)          |
| 7회  | 2013년 12월 30일 | 10.5%(1부) 12.2%(2부)         | 11.4%(1부) 13.4%(2부)         |
| 8회  | 2014년 12월 30일 | 9.2%(1부) 11.5%(2부)          | 10.1%(1부) 13.0%(2부)         |
| 9회  | 2015년 12월 30일 | 9.2%(1부) 10.6%(2부)          | 10.1%(1부) 11.6%(2부)         |
| 10회 | 2016년 12월 25일 | 9.9%(1부) 7.8%(2부)           | 10.1%(1부) 8.7%(2부)          |
| 11회 | 2017년 12월 30일 | 13.1%(1부) 13.8%(2부)         | 14.1%(1부) 14.6%(2부)         |
| 12회 | 2018년 12월 28일 | 11.8%(1부) 11.9%(2부)         | 12.0%(1부) 12.6%(2부)         |
| 13회 | 2019년 12월 28일 | 8.4%(1부) 12.7%(2부)          | 8.5%(1부) 13.1%(2부)          |
| 14회 | 2020년 12월 19일 | 6.5%(1부) 6.8%(2부) 5.5%(3부) | 6.6%(1부) 7.3%(2부) 6.2%(3부) |
| 15회 | 2021년 12월 18일 | 5.0%(1부) 6.3%(2부)           | 5.3%(1부) 6.7%(2부)           |
| 16회 | 2022년 12월 17일 | 4.8%(1부) 4.5%(2부) 5.5%(3부) | 5.1%(1부) 4.9%(2부) 6.3%(3부) |
| 17회 | 2023년 12월 30일 | 6.0%(1부) 7.5%(2부) 6.3%(3부) | 6.5%(1부) 8.0%(2부) 7.1%(3부) |
| 18회 | 2025년 1월 29일  | 3.5%(1부) 3.7%(2부)           | 3.9%(1부) 4.4%(2부)           |

## 연예대상 경쟁 프로그램
- KBS 연예대상
- MBC 방송연예대상